# Zonopimpla zunigai
Zonopimpla zunigai är en stekelart som beskrevs av Gauld, Ugalde och Paul E. Hanson 1998. Zonopimpla zunigai ingår i släktet Zonopimpla och familjen brokparasitsteklar. Inga underarter finns listade i Catalogue of Life.